# Lurdes Breu
Lurdes Breu (Cantanhede, 1940) foi uma das cinco mulheres em Portugal conhecidas como “As Cinco Magníficas”, que foram as primeiras mulheres a exercer o cargo de presidente de câmara municipal no país, após as eleições de dezembro de 1976. Tornou-se Presidente da Câmara Municipal de Estarreja, no Distrito de Aveiro, sendo reeleita por quatro vezes e exercendo o cargo até ao início de 1993. 

## Biografia
Breu nasceu em Cantanhede, no distrito de Coimbra, em 1940. 
Tornou-se professora e entre as suas actividades contam-se viagens a Moçambique e à África do Sul, tendo nesta última coordenado a introdução do ensino básico na Associação da Comunidade Portuguesa de Pretória (ACPP). 
Na sequência da Revolução dos Cravos, em abril de 1974, que derrubou a ditadura do Estado Novo, Breu tornou-se ativa no sindicato dos professores da sua localidade e aderiu ao Partido Social Democrata (PSD), de centro-direita. Na altura, a política era vista em Portugal como algo para homens, mas em Estarreja o PSD não conseguiu convencer um homem a representar o partido nas eleições para a Câmara Municipal. Breu que já fazia parte de um grupo que planeava uma nova estrutura municipal e foi então convidada a candidatar-se. 
Foi eleita, tornando-se apenas uma das cinco mulheres, conhecidas como as Cinco Magníficas, que se tornaram autarcas no final de 1976, sendo as outras Judite Mendes de Abreu, Alda Santos Victor, Francelina Chambel e Odete Isabel.
Foi Presidente da Câmara até 1993, tendo depois desempenhado importantes funções no PSD a nível regional e nacional e assumido actividades de liderança local, como a presidência da Cooperativa para a Educação e Reabilitação de Cidadãos Inadaptados de Estarreja (CERCIESTA). 

## Reconhecimento
O seu nome faz parte da toponímia de Estarreja. 

## Ligações Externas
- Arquivos RTP | Programa Autarquias 85: testemunos de Alda Santos Víctor, Francelina Chambel e Maria de Lurdes Bréu  (1985)